# 先來杯啤酒

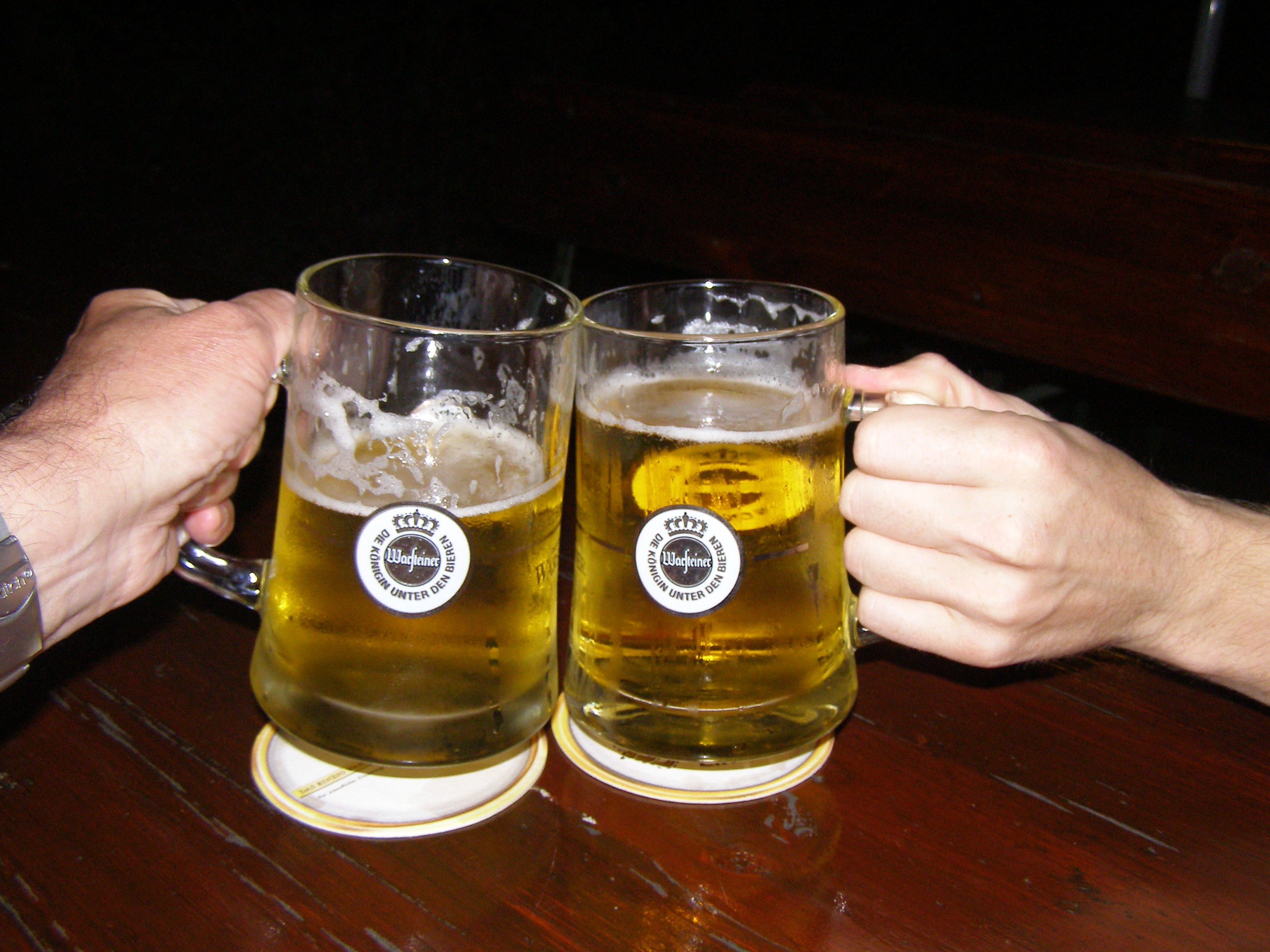
兩人用啤酒來乾杯

先來杯啤酒（日语： Toriaezu Bīru）是日本宴會中常現慣用語，簡稱。昭和30年（1955年）左右開始，隨著日本經濟高速增長，啤酒成為大眾飲品，開始在一般市民之間普及起來。與以前的燗酒相比，啤酒很快就可以讓人飲用，因此含有宴席上先來一杯意思的「先來杯啤酒」便開始流行起來。
近年「先來杯啤酒」這樣的說法，由於有強制不喜歡喝酒的人喝酒的含義，而逐漸被年輕人敬而遠之。

## 概要
「先來杯啤酒」是一句常用在宴會開始前為大家叫酒的句子，就如桂文珍創作的落語一樣「在日本喝得最多的是『先來杯啤酒』」。食店販賣的啤酒有時並不標示釀酒者或品牌。這樣的優點就是可以讓大家按人數來叫酒，讓公司社團間以「不分你我共飲同一種酒」的方式加強凝聚力。另外，啤酒研究家藤原浩之也認為啤酒的酒精濃度較低，比較不會造成內臟的負擔，而啤酒所含的碳酸和啤酒花也能促進食慾。。
但是日本自1994年後，對啤酒的需求有減少的趨勢，相對地力嬌酒（碳酸燒酒）的需求開始增加。近年趨向不作局限於「先來杯啤酒」，而是讓眾人選擇自己想喝的飲料。
2010年4月1日，神奈川縣厚木市的小釀造廠Sankt Gallen以愚人節特別企劃為噱頭，販賣「先來杯啤酒」。